# SpVg Laatzen
Die SpVg Laatzen (offiziell: Sportliche Vereinigung Laatzen von 1894 e.V.) ist ein Sportverein aus Laatzen in der Region Hannover. Der Verein entstand im Jahre 1919 durch die Fusion der Vereine Turnerbund Laatzen und Sportverein 1912 Laatzen. Er ist ein Mehrspartenverein mit den Abteilungen Boule, Fußball, Handball, Leichtathletik, Tennis, Turnen/Bewegungskünste, Volleyball, Wandern und Wasserball. Die erste Fußballmannschaft spielte in der Saison 1947/48 in der höchsten niedersächsischen Amateurliga. Die erste Wasserballmannschaft schaffte 2011 nach langen Jahren in der 2. Bundesliga erstmals den Aufstieg in die Bundesliga.

## Geschichte

### Fußball
Im Jahre 1947 gehörte die SpVg zu den Gründungsmitgliedern der Landesliga Hannover, aus der man als Tabellenletzter prompt absteigen musste. 1950 wurde die Laatzener A-Jugend Niedersachsenmeister. Nachdem die Nachwuchsspieler in die erste Mannschaft aufrückten gelang 1953 der Aufstieg in die drittklassige Amateurliga 3. Nach mehreren Jahren im Mittelfeld der Tabelle folgte im Jahre 1959 der Abstieg. Seitdem spielen die Männer der SpVg Laatzen nur noch auf Bezirks- oder Kreisebene.
Seit dem Abstieg im Jahre 2009 spielt die erste Männermannschaft in der Kreisliga Hannover-Land. Der spätere Nationalspieler Heinz Krückeberg begann in den 1930er Jahren seine Karriere in Laatzen. Die erste Frauenmannschaft der SpVg Laatzen spielte Anfang der 2000er Jahre in der Niedersachsenliga Ost. Aktuell tritt die Mannschaft in der Bezirksliga an.

### Wasserball
Die erste Männermannschaft spielt seit langen Jahren in der zweithöchsten deutschen Spielklasse, zuletzt in Form der 2. Wasserball-Liga Nord, und ist auch regelmäßig im DSV-Pokal vertreten. 2011/12 und 2014/2015 spielte das Team jeweils für eine Spielzeit in der Bundesliga, verpasste aber jeweils den Klassenverbleib. Mit Marc Politze brachten die Laatzener Wasserballer zugleich einen deutschen Nationalspieler und zweimaligen Olympiateilnehmer hervor. Die B-Jugend des Vereins wurde 1993 deutscher Vizemeister.